# 阿野時元
阿野 時元（あの ときもと）は、鎌倉時代初期の武将。源頼朝の異母弟である阿野全成の四男。『尊卑分脈』では隆元（たかもと）とされる。

## 生涯
母が北条氏であるため、四男であるが嫡男とされた。父の全成（源義経の同母兄）は建仁3年（1203年）、甥で鎌倉幕府第2代将軍・源頼家と対立して殺害された。その時に時元がどのような処遇を受けたかは不明だが、外祖父である北条時政や伯母の政子の尽力もあって連座を免れ父の遺領である駿河国東部の阿野荘に隠棲したと推測されている。
建保7年（1219年）1月、従兄弟に当たる第3代将軍・源実朝が殺害されると、翌2月11日に宣旨を賜わり東国を管領することを企て、軍勢を率いて深山に城郭を構えたとの報せが15日に幕府にもたらされた。しかし思うように兵を集めることができないうちに、尼御台北条政子の命を受けた執権北条義時が19日に金窪行親らの軍勢を派遣。22日に時元は攻撃され、敗れて自害した。
実朝死後、清和源氏嫡流の血筋を引く男子が複数存命であったが、政子や義時は実朝生前から進められていた親王将軍の迎え入れを後鳥羽上皇院政下の朝廷に要請している。そのため源氏の血統が次々と粛清されていたとする見方もあり、時元の事件もその一環として起こったという側面もあるとの説もある。『吾妻鏡』は「謀反」と表現しているが、『承久記』は冤罪としており、永井晋は討手が向けられたことを知って決起した可能性を指摘している。
時元の墓は静岡県沼津市の大泉寺に父・全成のものと並んで現存し、市の史跡に指定されている。

## 子孫
時元には義継という男子があり、義継の子孫が武家の阿野氏となったが、この事件の影響もあってか阿野氏は幕府の中枢の地位は得られず駿河の一御家人として鎌倉時代をすごした。南北朝期以降、記録から姿を消している。太田亮の『姓氏家系大辞典』によると、下野国安蘇郡の堀籠氏がその後裔とある。
これとは別に、時元の姉妹と結婚していた藤原公佐が阿野荘の一部を相続し、その子孫は公家の阿野家として繁栄している。